# Mückenfänger
Die Mückenfänger (Polioptilidae) sind eine Familie in der Ordnung der Sperlingsvögel (Passeriformes). In dieser Familie gibt es drei Gattungen und 15 Arten.
Mückenfänger sind von Nordamerika über Mittelamerika bis Südamerika verbreitet und bewohnen überwiegend bewaldete Gebiete, Wälder, Sümpfe oder auch Wohngebiete. Die meisten Arten leben in den tropischen und subtropischen Gebieten in Südamerika und sind Standvögel. Arten, die in Nordamerika ihre Brutgebiete haben, wandern im Winter nach Südamerika; sie sind somit Zugvögel.
Die kleinen Vögel sind mit den Zaunkönigen verwandt. In dem blaugrauen bis weiß gefärbten Gefieder unterscheiden sich Männchen und Weibchen kaum. Sie verfügen über einen spitzen Schnabel und ernähren sich vorwiegend von Insekten, Larven und Spinnen, die sie in Bäumen oder Sträuchern suchen. Die napfförmigen Nester, die aus Pflanzenfasern und Rinde bestehen und mit Gras und Federn ausgepolstert werden, werden in Büschen oder Bäumen angelegt. Das Gelege besteht aus drei bis sechs Eiern.

## Gattungen und Arten
Liste, deutsche Namen und Reihenfolge aktualisiert März 2025.
- Ramphocaenus
  - Schwatzdegenschnäbler (Ramphocaenus sticturus)
  - Schwarzschwanz-Degenschnäbler (Ramphocaenus melanurus)
- Microbates
  - Graubauch-Degenschnäbler (Microbates cinereiventris)
  - Halsband-Degenschnäbler (Microbates collaris)
- Polioptila
  - Rio-Negro-Mückenfänger (Polioptila facilis), vom Cayennemückenfänger als eigenständig abgespalten
  - Cayennemückenfänger (Polioptila guianensis)
  - Blaumückenfänger (Polioptila caerulea)
  - Graukehl-Mückenfänger (Polioptila schistaceigula)
  - Parámückenfänger (Polioptila paraensis), vom Cayennemückenfänger als eigenständig abgespalten
  - Iquitos-Mückenfänger (Polioptila clementsi), Erstbeschrieb 2005
  - Inambarimückenfänger (Polioptila attenboroughi), Erstbeschrieb 2013
  - Amazonasmückenfänger (Polioptila plumbea), auch  Tropen-Mückenfänger
  - Marañonmückenfänger (Polioptila maior), vom Amazonasmückenfänger als eigenständig abgespalten
  - Rahmbauch-Mückenfänger (Polioptila lactea)
  - Maskenmückenfänger (Polioptila dumicola)
  - Kuba-Mückenfänger (Polioptila lembeyei)
  - Yukatánmückenfänger (Polioptila albiventris)
  - Weißbrauen-Mückenfänger (Polioptila bilineata), vom Amazonasmückenfänger als eigenständig abgespalten
  - Blaumückenfänger (Polioptila caerulea)
  - Schwarzschwanz-Mückenfänger (Polioptila melanura)
  - Kalifornienmückenfänger (Polioptila californica)
  - Schwarzkappen-Mückenfänger (Polioptila nigriceps)
  - Weißzügel-Mückenfänger (Polioptila albiloris)